# 奉先寺 (南楊州市)
奉先寺（ほうせんじ、ポンソンサ、봉선사）は、大韓民国京畿道南楊州市にある仏教寺院。
韓国仏教の最大勢力宗派である曹渓宗（大韓仏教曹渓宗）の第25教区本寺。李氏朝鮮時代、世宗の仏教弾圧で仏教は禅宗と教宗の2宗派に統合されたが、明宗の時代以降、奉先寺は教宗の総本山だった。

## 歴史
李氏朝鮮の睿宗の時代の1469年（睿宗元年）に、王の母で世祖の王后だった貞熹王后が夫世祖の菩提寺として創建した。高麗の光宗の時代の969年（光宗20年）、僧侶坦文が雲岳山に建立した雲岳寺の創建をもって奉先寺の創建とする説もあるが、曹渓宗（大韓仏教曹渓宗）は1469年を寺の創建としている。
1504年（燕山君10年）の仏教弾圧で、禅宗の総本山興天寺と教宗の総本山興徳寺が共に廃寺に追い込まれるなど、朝鮮の仏教は潰滅的打撃を受けたが、明宗の時代の1551年（明宗6年）に禅教2宗派の復旧が行われ、奉先寺は教宗の総本山に選ばれた。なお禅宗の総本山には奉恩寺が選ばれた。
1592年（宣祖25年）に日明戦争で焼失したが、その翌年に住持朗慧大師が再建した。1636年（仁祖14年）に丙子の乱で焼失したが、その翌年に住持である戒敏大師が再建した。
日本統治時代の1911年、寺刹令施行規則（7月8日付）によって、朝鮮三十本山に指定された（1924年以降は朝鮮三十一本山）。
朝鮮戦争の際、法堂など150もの建物が焼失した。華厳が1956年に梵鍾閣を、1961年から1963年にかけて雲霞堂を重建した。1969年には耘虚が法堂を重建し、1977年には月雲が霊閣を重建した。